# الدوري الإيطالي 2025–26
الدوري الإيطالي 2025–26 (بالإنجليزية: 2025–26 Serie A) هو الموسم الـ124 من الدرجة الأولى لكرة القدم الإيطالية، والموسم الـ94 في بطولة الدوري، والموسم السادس عشر منذ تنظيمه تحت لجنة دوري خاصة، رابطة الدوري الإيطالي.